# Boemund II. von Saarbrücken

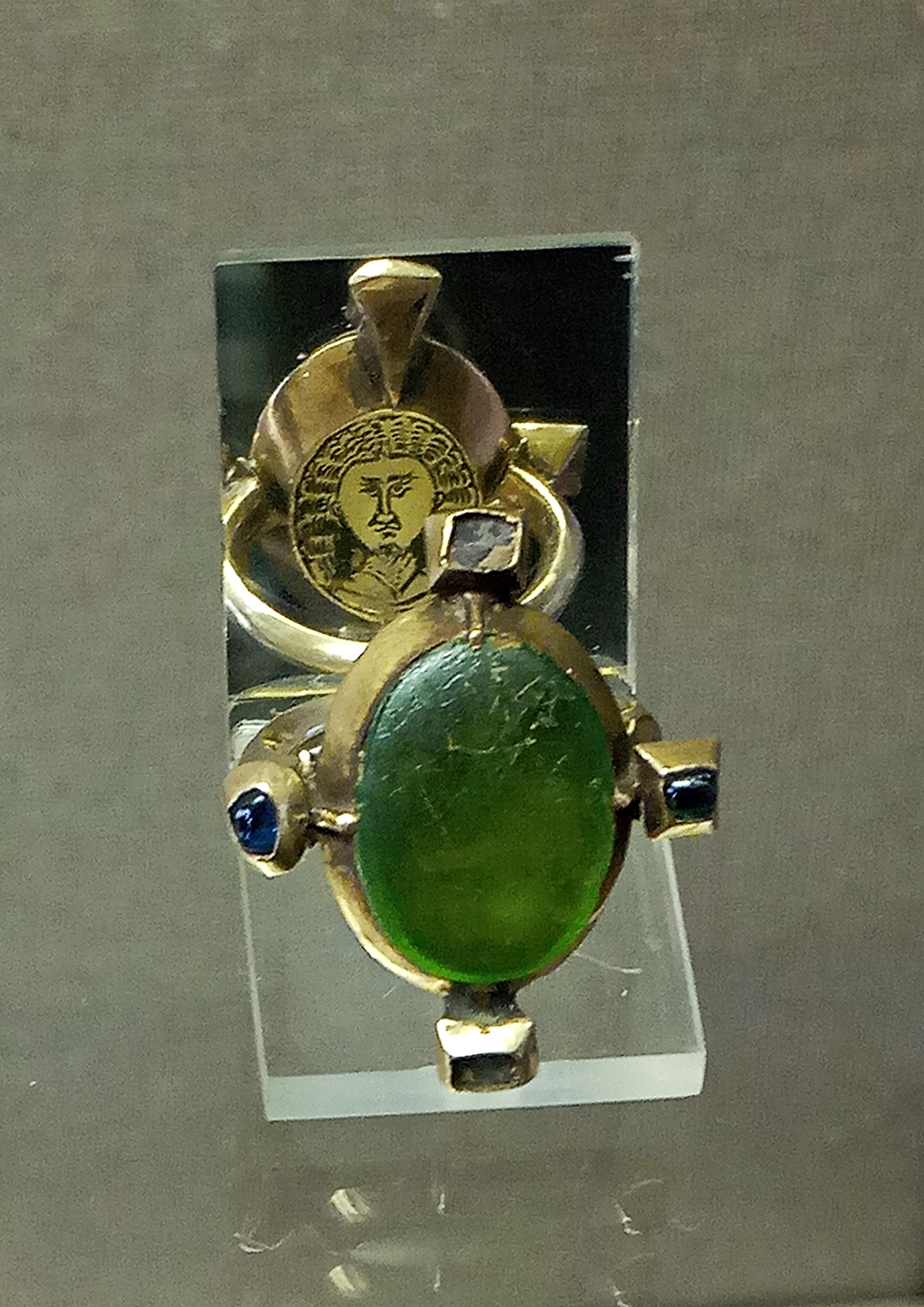
Domschatzkammer Trier, Ring aus dem Grab von Erzbischof Boemund II., mit rückseitigem Porträtmedaillon

Boemund von Saarbrücken († 10. Februar 1367 in Saarburg) aus dem elsässischen Geschlecht von Ettendorf war von 1354 bis 1362 als Boemund II. Erzbischof und Kurfürst von Trier.

## Leben
Er wurde nach Balduins von Luxemburg Tode einstimmig zu dessen Nachfolger gewählt. Erst nach mehrwöchentlichen Bedenken nahm er die Wahl an und erhielt am 2. Mai 1354 die Bestätigung von Papst Innozenz VI., obwohl dieser sich die Besetzung des Trierer Stuhls vorbehalten hatte. Bereits in hohem Alter stehend, war ihm mehr am Frieden und Frömmigkeit gelegen, als am Kriegsgeschäft. Die Huld des Papstes und des Kaisers, besonders die Nachwirkungen von Balduins kräftigem Regiment, schienen ihn zu begünstigen. In der Tat schützte er die Ruhe seines Kurfürstentums durch Landfriedensbündnisse und Einigungen mit Gerlach von Mainz, Wilhelm von Köln, Ruprecht von der Pfalz, mit den Herren von Lothringen, Luxemburg und andern benachbarten Fürsten, schloss Vergleiche wegen Streitigkeiten und Kriegsentschädigungen mit dem Grafen Heinrich von Veldenz, mit Wenzel von Luxemburg, mit den Herren von Blankenheim, von Schöneck, von Monclair, mit Johann I. von Westerburg u. a. m. Er bewahrte die große Lehensmacht seiner Kirche, baute neue Festen, zum Beispiel  über Wellmich die Theurenburg („Maus“).  Er nahm auch an Reichsgeschäften Anteil, beteiligte sich an den Reichstagen 1356 in Nürnberg und Metz bei Aufstellung der goldenen Bulle. Diese bestätigte den Erzbischöfen von Trier die Kurfürstenwürde und das Erzamt des Erzkanzlers für Burgund. Er verband sich 1360 mit Karl IV. gegen den Herrn zu Wirtenberg und stellte sich 1362 in Nürnberg dem Herzog von Österreich wegen deren reichsfeindlichen Aktivitäten (Fälschung des Privilegium Maius) entgegen. Auch in geistlichen Angelegenheiten war er, unterstützt von dem Weihbischof Nikolaus von Akkon, vielfach tätig, reformierte mehrere Klöster und hielt die Geistlichen zu „pfäfflichem Betragen“ an. Trotz seines Bemühens um Frieden musste er gegen den Grafen Johann III. von Sponheim, gegen Arnold von Blankenheim, gegen Philipp von Isenburg und andere zu den Waffen greifen. Wegen zunehmender Schwäche ernannte er am 4. April 1360 Kuno von Falkenstein zu seinem Koadjutor und resignierte zu dessen Gunsten im Mai 1362 mit auf den erzbischöflichen Stuhl. Am 10. Februar 1367 starb er in Saarburg und erhielt seine Grabstätte im Dom zu Trier.